# Голота Владислав Якович
Владислав Якович Голота (нар. 25 серпня 1934, Молочанськ) — український науковець (акушер-гінеколог), педагог. Доктор медичних наук (1972), професор (1976). Заслужений діяч науки і техніки УРСР (1989), лауреат Державної премії України в галузі науки і техніки (2006). Вперше в Україні науково обґрунтував санаторно-курортний етап лікувальних реабілітаційних заходів для вагітних, розробив раціональне харчування вагітних.
Протягом 30 років — професор Київського медичного інституту (пізніше — Національного медичного університету імені О. О. Богомольця; 1980—2010), з яких 24 роки — завідувач кафедри акушерства та гінекології № 3. Головний акушер-гінеколог Києва (1979—1995). Автор близько 350 наукових робіт, зокрема, понад 5 авторських свідоцтв на винаходи.

## Життєпис

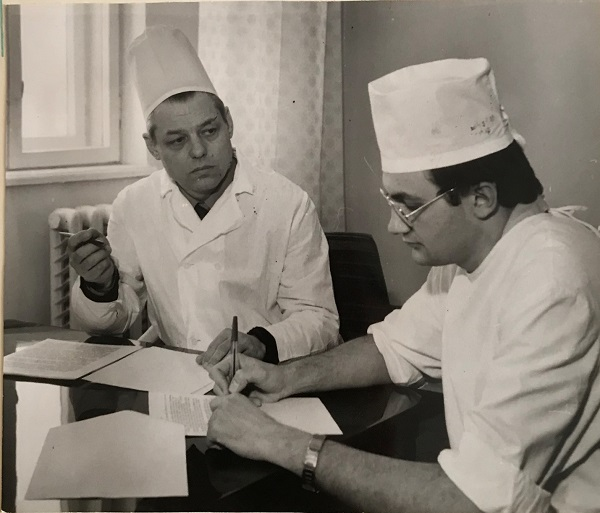
Професор Владислав Голота (ліворуч) під час робочого обговорення, 1980-ті роки

Народився 25 серпня 1934 року в місті Молочанськ на Запоріжжі.
Планував стати хірургом. У 1959 році закінчив Київський медичний інститут. Один з останніх учнів професора Олександра Лур'є. Через чотири роки закінчив аспірантуру та здобув науковий ступінь кандидата медичних наук, захистивши дисертацію на тему «Зуд наружных половых органов женщины» (науковий керівник — професор Микола Бакшеєв).
У 1963 році був запрошений очолити кафедру акушерства та гінекології Луганського медичного інституту, але, за порадою професора Олександра Папа, відмовився. Через рік обійняв посаду наукового співробітника Київського науково-дослідного інституту педіатрії, акушерства та гінекології МОЗ УРСР. З 1971 року — доцент кафедри акушерства, гінекології та перинатології Київського державного інституту удосконалення лікарів.
У 1972 році здобув науковий ступінь доктора медичних наук, захистивши дисертацію на тему «Рациональное питание беременных женщин». Через чотири роки затверджений у вченому званні професора. Тоді ж обійняв посаду завідувача кафедри акушерства та гінекології Полтавського медичного стоматологічного інституту. Під керівництвом Владислава Голоти був розширений колектив кафедри, розпочата підготовка клінічних ординаторів.
З 1979 по 1995 роки — головний акушер-гінеколог Києва. На цій посаді став фундатором пологових будинків № 2, 3 та 5, санаторію для вагітних в Конча-Заспі, керував модернізацією пологового будинку № 1, зміцнив мережу жіночих консультацій.
З 1980 року — професор Київського медичного інституту (пізніше — Національного медичного університету імені О. О. Богомольця; КМІ, НМУ). Через два роки заснував та очолив кафедру акушерства та гінекології № 3. Під керівництвом та за участю Владислава Голоти науковцями кафедри розроблені основи тактики ведення вагітних, заходи з антенатальної та перинатальної охорони плоду, раціональне харчування вагітних.
Під час Чорнобильської катастрофи став одним з перших науковців (разом з Віктором Сідельниковим), які виїхали на місце трагедії для допомоги дітям. У 1989 році нагороджений званням «Заслужений діяч науки і техніки УРСР».
З 1990 по 1999 роки — декан педіатричного факультету (пізніше — медичного факультету № 3) КМІ (НМУ). Під керівництвом Владислава Голоти відбулась реорганізація низки кафедр, ліквідація педіатричного та медико-профілактичного факультетів.
У 2006 році, разом з колегами, нагороджений Державною премією України в галузі науки і техніки — «за наукову розробку, організацію та впровадження системи санаторно-курортного оздоровлення і лікування вагітних в Україні». Тоді ж залишив посаду завідувача кафедри акушерства та гінекології, ще чотири роки пропрацювавши її професором.
Автор близько 350 наукових робіт, зокрема, понад 5 авторських свідоцтв на винаходи. Вперше в Україні науково обґрунтував санаторно-курортний етап лікувальних реабілітаційних заходів для вагітних. Науковий керівник та консультант понад 50 докторів та кандидатів наук. Серед учнів Владислава Голоти — науковці Лілія Мартинова, Сергій Мельников, Володимир Ліхачов тощо.
Член Європейської асоціації акушерів-гінекологів, член Міжнародної федерації акушерів-гінекологів, колишній віце-президент Асоціації акушерів-гінекологів України, академік Української академії наук. Колишній головний редактор часопису «Проблеми медицини», член редакційних колегій часописів «Педіатрія, акушерство та гінекологія» та «Мистецтво лікування».
У 2010 році вийшов на пенсію. Живе в Києві.

### Родина
Батько — науковець-селекціонер, державний діяч, кандидат біологічних наук Яків Голота (1904—1985). Дружина — кандидат медичних наук, співробітниця кафедри фармакології НМУ імені О. О. Богомольця Людмила Голота (1937—2017).

## Відгуки
Завідувач жіночої консультації пологового будинку № 3 Сергій Бакшеєв, який працював у цьому закладі з Владиславом Голотою та є онуком його наставника, Миколи Бакшеєва, згадує його вкрай негативно, при цьому визнаючи його науковий внесок: «Це перший акушер-гінеколог, який дозволяв собі нецензурні вирази на адресу пацієнток і приниження співробітників, часом прилюдне. Він посадив паростки вседозволеності, які проявляються і зараз».

## Науковий доробок (частковий)
- Профілактика розвитку великого плода / Голота В. Я., Галицький С. А. — Київ: Здоров'я, 1980. — 23 с.; 20 см.
- Рецептурный справочник акушера-гинеколога: справочное издание / Голота В. Я., Голота Л. Г. — Киев: Здоров'я, 1981. — 144 с.
- Рецептурный справочник акушера-гинеколога. — 2-е стереотип. изд. / Голота В. Я., Голота Л. Г. — Киев: Здоров'я, 1982. — 142 с.
- Женская консультация: для акушеров-гинекологов и организаторов здравоохранения / Голота В. Я., Радзинский В. Е. — Киев: Здоров'я, 1983. — 208 с.
- Акушерские щипцы и вакуум-экстракция плода / В. Я. Голота, В. Е. Радзинский, Г. Т. Сонник. — Киев: Здоров'я, 1985. — 118 с. : ил.; 20 см.
- Преждевременные роды / В. Я. Голота, Л. Б. Маркин, В. Е. Радзинский. — Киев: Здоров'я, 1986. — 115,[2] с. : ил.; 20 см.
- Рецептурный справочник акушера-гинеколога. — 3-е изд., перераб. и доп. / Голота В. Я., Голота Л. Г. — Киев: Здоров'я, 1988. — 175 с.
- Криохирургия предраковых состояний наружных и внутренних половых органов / Голота В. Я. и др. — Киев: Б. и., 1989. — 23 с.; 20 см.
- Эпонимы в акушерстве и гинекологии / Голота В. Я. — Москва: МЕДпресс-информ, 2004. — 222 с. : ил.; 21 см.
- Гинекология / В. Я. Голота, В. А. Бенюк. — Москва: МЕДпресс-информ, 2005 (ОАО Тип. Новости). — 478 с. : ил., табл.; 21 см.

### Авторські свідоцтва на винаходи (у співавторстві)
- 1996 — «Спосіб лікування гнойно-септичних післяродових захворювань»
- 2000 — «Спосіб прогнозування тромботичних ускладнень в акушерській практиці»
- 2001 — «Спосіб лікування загрози недоношування вагітності»
- 2001 — «Спосіб визначення впливу загрози недоношування на адаптацію гомеостазу плодового організму»
- 2005 — «Спосіб лікування хронічного сальпінгоофориту»

## Нагороди
- 1989 — заслужений діяч науки і техніки УРСР
- 2006 — Державна премія України в галузі науки і техніки — «за наукову розробку, організацію та впровадження системи санаторно-курортного оздоровлення і лікування вагітних в Україні»
- почесна грамота Кабінету Міністрів України